# Ritratto di Carlo I con l'uniforme dell'Ordine della Giarrettiera
Il re, Carlo I d'Inghilterra è presentato, in questo ritratto a mezzo busto, vestito con gli abiti del più alto ordine cavalleresco d'Inghilterra, l'Ordine della Giarrettiera, di cui Carlo era Gran Maestro. Il re è in una posa che ricorda i ritratti che dipingerà in seguito van Dyck come Ritratto di Carlo I a caccia.